# Miramont-Sensacq
Miramont-Sensacq település Franciaországban, Landes megyében. Lakosainak száma 346 fő (2022. január 1.). Miramont-Sensacq Clèdes, Latrille, Lauret, Mauries, Pimbo, Saint-Agnet, Sarron, Sorbets és Garlin községekkel határos.

## Népesség
A település népességének változása:
| Lakosok száma | 478  | 395  | 380  | 363  | 344  | 353  | 359  | 357  | 354  | 346  |
|               | 1968 | 1982 | 1990 | 2006 | 2013 | 2015 | 2017 | 2019 | 2020 | 2022 |